# Phthiria barbatula
Phthiria barbatula är en tvåvingeart som beskrevs av Francois 1969. Phthiria barbatula ingår i släktet Phthiria och familjen svävflugor.
Artens utbredningsområde är Spanien. Inga underarter finns listade i Catalogue of Life.